# Hijra farsi
Hijra farsi, eller koti, är en språklig variant eller en kryptolekt, en hemlig kod, som används av den transsexuella gemenskapen i Sydasien, länder såsom Indien, Pakistan och Bangladesh. Språkvarianten anknyts mest med hijra-personer som är födda som män men identifierar som kvinnor.. Den används också mycket mer av dem fattigare och mer utsatta människor. Trots namnet är språket närmare hindustani än farsi (persiska).
I hijra farsi finns det lånord mestadels från punjabi, urdu och saraiki.
Det finns ingen skriftspråk eftersom talarnas viktigaste syfte var att dölja sin identitet.
Enligt forskarna Muhammad Safeer Awan och Muhammad Sheeraz som har studerat hijra farsi i Pakistan anser att språkvarianten bör utses som ett egen självständighet språk.

## Sampel

### Lexikon
Hijra farsi använder sitt egen räknesystem men undantagsvis gäller det endast pengar:
| Summa     | Hijra farsi             | Övrigt   |
| --------- | ----------------------- | -------- |
| 10 ₹      | dasola / dasoli         |          |
| 50 ₹      | adhi vadmi / adhi vadvi |          |
| 100 ₹     | vadmi / vadvi           |          |
| 500 ₹     | panj vadmi / panj vadvi |          |
| 1000 ₹    | katka                   |          |
| 100 000 ₹ | nira patt               | se: lakh |

### Diskussion
| Hijra farsi                                                       | Svenska                                               |
| ----------------------------------------------------------------- | ----------------------------------------------------- |
| A: Farsi bolri ho                                                 | Syster, du talar [hijra] farsi                        |
| B: Jee                                                            | Ja                                                    |
| A: Chees. Mujhay be Farsi Kalaam chandar hai                      | Snyggt. Jag förstår också farsi kalaam                |
| A: Tum kis ki Chela ho?                                           | Studerar du under en transsexuell?                    |
| B: May khud apni chela ho, may khud apni guru                     | Jag studerar under mig själv, jag är min egen guru.   |
| A: Joban. Aj kal toh dunya daro ko be Farsi Kalaam ki chandar hai | Perfekt. Även lekmän har en idé om vårt hemliga språk |

Källa: